# Lijst van bijpersonages uit Ben 10
Dit is een lijst van bijpersonages uit de Amerikaanse animatieserie Ben 10 en de erop volgende serie Ben 10: Alien Force. 

## Bondgenoten

### Alan Albright
Alan Albright (stem van Zeno Robinson) is de zoon van een Plumber. Hij is een Pyronite; een alien van hetzelfde ras als Bens vorm Heatblast. Hij maakt zijn debuut in de serie Ben 10: Alien Force in de aflevering "Everybody Talks About the Weather". Hij wordt door Ben, Gwen en Kevin gezien als de schuldige van de verdwijning van Max, maar kan zijn onschuld bewijzen. Hij sluit zich daarna bij hen aan.
Alan vecht mee met Ben, Gwen en Kevin tegen de Highbreed in de dubbele aflevering "War of the Worlds". In het derde seizoen van de serie wordt hij een leerling van Max.

### Azmuth
Azmuth is  de maker van de Omnitrix. Hij verscheen voor het eerst in de film Ben 10: Secret of the Omnitrix. Azmuth is een oude Galvan, een alien van hetzelfde ras als Grey Matter. Hij maakte de Omnitrix als instrument om de vele aliens in het universum te helpen elkaar beter te begrijpen. Daar zijn creatie als wapen wordt gebruikt is hij erg pessimistisch en sarcastisch geworden. Hij weigerde dan ook in eerste instantie de zelfvernietiging van de Omnitrix af te sluiten, maar stemde uiteindelijk toe.
Verder speelt hij een paar keer mee in serie Ben 10: Alien Force. In deze serie is hij minder pessimistisch en een stuk serieuzer dan in de film. 
Azmuth komt tevens voor in de derde serie, waarin hij Ben, Gwen en Kevin advies geeft tijdens hun strijd met Aggregor.

### Cooper Daniels
Cooper Daniels (stem door Cathy Cavadini en Corey Padnos) is de kleinzoon van een van Max’ oude collega’s. Hij beschikt over technopathische krachten. Hij maakt zijn debuut in de serie Ben 10 in de aflevering Ben 10 vs the Negative 10. Cooper is een genie met technologie, en gebruikte deze gave om Ben, Gwen en Max te helpen in de strijd tegen de Negative 10. 
Cooper doet ook mee in Ben 10: Alien Force, waarin hij wordt gevangen door de DNAliens die hem dwingen om een myterieuze boog te maken en een hologramprojector om deze boog te verbergen. Hij wordt bevrijd door Ben, Gwen en Kevin, en helpt hen vervolgens de projector te vernietigen. 
Cooper vecht met Ben en zijn team mee in "War of the Worlds" Pt. 1. 

### The Galactic Enforcers
The Galactic Enforcers zijn een groep van buitenaardse superhelden die als ordehandhavers dienen in het universum. Drie van hen verschenen voor het eerst in de gelijknamige aflevering in de serie Ben 10. Het trio verscheen ook in de aflevering "Ben 10,000", en in het derde seizoen van Ben 10: Alien Force.
Deze leden zijn:
Ultimoseen supermanachtige alien met gelijke krachten. Hij volgt de Galactice Code van het team zeer nauwkeurig. Hij kan absoluut niet tegen chocola, wat voor hem een gif is. Hoewel hij graag alles volgens het boekje doet, kan Ben hem overtuigen om afstand te doen van de regels.
Synaptakeen telekinetisch vliegend brein in een octopusachtig lichaam. Hij is de strateeg van de groep.
Tinieen vrouwelijke Tetramand. Toen Tini Ben voor het eerst zag, was hij veranderd in Fourarms en had ze een oogje op hem.
Tom Kane deed de stem van Ultimos, Vanessa Marshall die van Tini, en Greg Ellis die van Synaptak.

### Helen
De dochter van een Plumber, en assistant van Pierce. Haar krachten zijn gelijk aan die van XLR8. Ze wordt voor het eerst gezien in de serie Ben 10: Alien Force in de aflevering "Plumber's Helpers", waarin zijn en Manny op aliens jagen. Ze denkt eerst dat Ben, Gwen en Kevin DNAliens zijn. Ze vecht met Bens team mee in de aflevering "War of the Worlds".

### Manny
De zoon van een Plumber, wiens krachten en vaardigheden gelijk zijn aan die van Fourarms. Hij is alleen kleiner en zwakker dan de Fourarms waar Ben altijd in verandert, mogelijk omdat hij een hybride is. Hij werd voor het eerst gezien in "Plumber's Helpers". Hij heeft net als Kevin de persoonlijkheid van een antiheld. 
In de aflevering "Voided" vecht hij met de verzetsgroep van Max tegen Dr. Animo. In "War of the Worlds" helpt hij Ben en zijn team tegen de Highbreed.

### Pierce
De zoon van een Plumber, en broer van Helen. Hij kan tentakels laten groeien uit elk deel van zijn lichaam, wat hem gecombineerd met zijn vaardigheden in vechtsporten tot een gevaarlijke tegenstander maakt. Hij werd voor het eerst genoemd in "Plumber's Helpers", waarin werd aangenomen dat hij dood was. Hij zat in werkelijkheid in de Null Void. In de aflevering "Voided" wordt hij voor het eerst gezien. In "War of the Worlds" helpt hij Ben en Gwen in de strijd met de Highbreed.

### Julie Yamamoto
Bens vriendin in de serie Ben 10: Alien Force. Ze speelt onder andere een grote rol in de aflevering "Pier Pressure", waarin Ben haar mee uitvraagt. Ze wordt tijdens hun afspraakje ontvoerd door Ship die Ben zo tot hulp wil dwingen. Ben onthult per ongeluk zijn geheim aan Julie, maar zij accepteert dit volkomen. 
Julie helpt Ben mee in de aflevering "War of the Worlds". 

### Paradox
Een wetenschapper uit het  jaar 1952, die door een mislukt tijdreisexperiment vast kwam te zitten in de tijdstroom. Hier bleef hij enkele millennia opgesloten, en leerde zo alles wat er te leren viel over tijd. Als gevolg van zijn verblijf in de tijdstroom kan hij nu de tijd beheersen door pure wilskracht. Zo kan hij tijd versnellen of vertragen, en naar elke plek in een ander tijdperk teleporteren. Hij is tevens onsterfelijk geworden daar tijd hem niet langer aantast, en hij dus niet ouder wordt.
Zijn echte naam is onbekend daar hij die zelf vergeten is. Tevens verward hij vaak dingen die nog moeten gebeuren met dingen die al gebeurd zijn. Blijkbaar heeft hij in de toekomst Ben al eens ontmoet.
Paradox maakt zijn debuut in de naar hem vernoemde aflevering van Ben 10: Alien Force. Tevens komt hij voor in "War of the Worlds". Hij komt tevens voor in de serie Ben 10: Ultimate Alien, waarin hij Ben, Gwen en Kevin helpt in hun gevecht met Aggregor.

### Reinrassic III
Reinrassic III is een Highbreed. Ben noemt hem ook wel “Reiny”. Ben ontmoette hem toen ze beide vast kwamen te zitten op de woestijnplaneet Turrawaste, en gedwongen samen moesten werken om te overleven. Ze redden zelfs een paar keer elkaars leven. 
Reinrassic vertoont typische eigenschappen van de Highbreed zoals een haat voor andere rassen. Na te zijn gered verbande Reinrassic zichzelf naar Turrawaste daar hij van mening was dat contact met Ben hem onrein had gemaakt. Hij keert even kort terug in "War of the Worlds" Pt. 2, nadat Ben de genetische schade in alle Highbreed hersteld. 

### Ship
Een symbioot geproduceerd door een “Galvanic Mechomorph” (een alien van het ras van Upgrade). Hij bezit dezelfde krachten als Upgrade, en kan daarnaast elk type apparaat waarmee hij in contact is geweest imiteren. Zijn spraakvermogen is beperkt tot een enkel woord: "ship," het bericht dat zijn schepper hem had meegegeven.
Ship maakt zijn debuut in Ben 10: Alien Force in de aflevering "Pier Pressure". Hij ontvoerd in deze aflevering Julie om Ben te dwingen hem te helpen. Ship brengt de twee naar zijn schepper, die vastzit in een beschadigd ruimteschip. Ben en Julie redden de alien, waarna Ship met hem vertrekt.
Ship keert terug in "Pet Project", waarin hij wordt gevangen door de Forever Knights. Hij helpt Gwen, Ben en Kevin om de Forever Knights te verslaan. 
Ship strijd ook mee met Bens team in de aflevering "War of the Worlds".

### Tetrax Shard
Tetrax, ook bekend als Hoverboard,  is een Petrosapien. Hij werd voor het eerst gezien in Ben 10 in de aflevering "Hunted". Hierin is hij een van de drie buitenaardse premiejagers die door Vilgax achter de Omnitrix worden aangestuurd. Hoverboard doet alsof hij Vilgax helpt, maar keert zich later tegen hem.
Hoverboard is niet tevreden over hoe Ben de omnitrix gebruikt, en gaf Ben advies over hoe hij de omnitrix strategischer kon gebruiken. Aan het eind van de aflevering was hij overtuigd dat de Omnitrix in goede handen was en vertrok. Wel gaf hij Ben nog een zwevend skateboard. 
Hoverboard duikt weer op in de film Ben 10: Secret of the Omnitrix. Hierin onthulde hij zijn echte naam: Tetrax. Hij helpt Ben hierin om de maker van de Omnitrix te vinden.

## Neutraal

### Carl Tennyson
Bens vader en Max' zoon. Hij maakt zijn debuut als live-actionpersonage in de film Ben 10: Race Against Time. In deze film is hij een zeer kalme vader, die vindt dat Ben vrij moet zijn om te genieten van het leven. Hij stelt dan ook geen vragen als Ben eropuit gaat.
Zijn geanimeerde debuut is in de Ben 10-aflevering Goodbye and Good Riddance. Hierin ontdekt hij voor het eerst wat voor werk Max nu werkelijk deed, en het geheim van de Omnitrix. Hij helpt Ben en Max om Vilgax te verslaan. Deze aflevering speelt zich af in een andere realiteit, en heeft geen banden met de rest van de serie.
Carl komt tevens voor in de serie "Ben 10: Alien Force" in de aflevering "Grounded", waarin hij en zijn vrouw Sandra Bens superheldenbestaan ontdekken. Ze geven hem huisarrest en verbieden hem nog vaker de Omnitrix te gebruiken. Pas als de Highbreed aanvallen beseffen ze hoe belangrijk Ben is voor de wereld, en geven hem toestemming te vechten.

### JT en Cash
JT en Cash zijn twee pestkoppen van Bens school. Ze maakten hun debuut in de aflevering  “And Then There Were 10” van Ben 10. 
JT is klein, heeft een bril en zijn stem werd gedaan door Adam Wylie. Cash is langer met een donkere huid, en zijn stem werd gedaan door Dee Bradley Baker. Ze zijn gemodelleerd naar producers Sam Register en Tramm Wigzell. De twee houden ervan Ben te beledigen of te vernederen.
In de aflevering Goodbye and Good Riddance ontdekken ze Bens krachten en behandelen ze hem met meer respect. De twee komen ook voor in de film Ben 10: Race Against Time en de serie Ben 10: Ultimate Alien. In die laatste serie proberen ze Bens succes uit te buiten via een televisieserie.

### Null Guardians
De Null Guardians zijn gevleugelde wezens die in de Null Void, een andere dimensie waar de Plumbers veel aliens naartoe hebben verbannen, wonen. Ze hebben geen ogen, armen of benen, maar tentakels die uit hun onderlichaam steken. Ze verschijnen voor het eerst in de serie Ben 10 wanneer ze worden vrijgelaten door Max’ voormalige partner. Ze verschijnen ook in 'Back With a Vengeance', waarin ze Kevin en Vilgax in de Null Void aanvallen.
De wezens komen ook voor in de serie Ben 10: Alien Force, waarin Dr. Animo controle over ze neemt en ze als soldaten gebruikt. Nadat Ben Animo verslaat breken ze los van zijn controle.

### Sandra Tennyson
Sandra is Bens moeder. Ze maakt net als Bens vader haar debuut als live-action personage in de film Ben 10: Race Against Time. Ze is minder tolerant tegenover Bens gedrag dan haar echtgenoot.
Haar animatiedebuut is in de aflevering Goodbye and Good Riddance. Verder speelt ze mee in de Ben 10: Alien Force-aflevering  "Grounded", waarin zij en Carl Bens geheim ontdekken. 

### Luitenant Steel
Luitenant Steel is het hoofd van SACT, dat staat voor Special Alien Capture Team. Hij komt voor het eerst voor in Ben 10 in de aflevering “Framed”. Hierin wordt hij neergezet als een streng, autoritair figuur. Hij heeft veel aanvaringen met Kevin, die zich voordoet als aliens van de Omnitrix om Ben zwart te maken. Hij is eerst erg wantrouwend tegenover Ben en zijn familie. Hij beseft later wie de echte dader is en helpt Ben om Kevin te verslaan. 
Steel keert terug in de aflevering "Perfect Day".

### Kai Green
Kai is de kleindochter van Wes Green, een vriend en voormalige parter van Opa Max. Ze verscheen voor het eerst in de aflevering “Benwolf”. Ze is een jong meisje van Navajo-afkomst. Ben heeft een oogje op haar en zij blijkbaar ook op hem, totdat duidelijk wordt dat ze enkel interesse heeft in zijn aliengedaante Benwolf.
In de aflevering "Perfect Day" werd ze gezien in de droomwereld waarin Enoch en de Forever Knights Ben hadden gevangen, wat bewijst dat Ben nog steeds gevoelens voor haar heeft.

## Noemenswaardige eenmalige personages
Deze personages deden maar in 1 aflevering van een van beide series mee.
Tante VeraVera is Bens tante en een stereotiepe oude dame. Ze woont in een dorp voor gepensioneerde ouderlingen in de woestijn. Ze heeft dezelfde ideeën over koken en voedsel als Max. Ze deed mee in de aflevering "Permanent Retirement" en werd genoemd in "Monster Weather" en "The Return." Miriam Flynn deed haar stem.
DevlinDevlin is de zoon van Kevin 11 in een mogelijke toekomst. Hij was te zien in de aflevering “Ken 10”. Hij lijkt qua persoonlijkheid echter totaal niet op zijn vader, en wordt goede vrienden met Bens zoon Ken. Devlin kan veranderen in de gemuteerde vorm waar zijn vader het merendeel van de serie in veranderd is, maar in tegenstelling tot Kevin kan Devlin op commando ook weer terugveranderen.
Donovan Grand SmithDonovan is een van Max’ oude vrienden. Hij is een hoteltycoon met meer dan 15 hotels wereldwijd. Hij wilde een onderwaterhotel bouwen midden in de Bermudadriehoek, maar dit hotel werd verwoest door de aliens die zich in dat gebied bevonden. Aan het eind van de aflevering maakte hij al zijn nieuwste plannen bekend voor een hotel op de maan. Hij deed mee in de aflevering "They Lurk Below". Zijn stem werd gedaan door Tom Kane.
Kenneth "Ken" TennysonBens zoon in een mogelijke toekomst. Hij werd gezien in de aflevering "Ken 10". Ken lijkt sterk op Ben toen die 10 jaar was, behalve dat hij bordeaux haar en een donkerdere huidskleur heeft. Op zijn tiende verjaardag krijgt Ken van zijn vader een eigen omnitrix met 10 alienvormen. Zeven hiervan zijn al eerder gezien in de serie. Zijn aliens zijn: Buzzshock, Ditto, Grey Matter, Spitter, Stinkfly, Wildvine, XLR8, Sandbox, Snakepit en Shellhead.
MyaxxEen vrouw van hetzelfde ras als Vilgax die meedeed in de animatiefilm. Ze is een wetenschapper die ooit de assistent was van Azmuth. Ze kreeg van Azmuth echter nooit erkenning. Als wraak stopte ze haar eigen DNA in de omnitrix. Ze kwam later in de gevangenis terecht, maar werd gered door Ben en Tetrax die op zoek waren naar Azmuth. Ze hielp hen om Azmuth te vinden en Vilgax’ leger te verslaan. Aan het eind legden Azmuth en Myaxx het bij.